# Puccinia fergussonii
Puccinia fergussonii är en svampart som beskrevs av Berk. & Broome 1875. Puccinia fergussonii ingår i släktet Puccinia och familjen Pucciniaceae.   Inga underarter finns listade i Catalogue of Life.